# オリヴィエ・アサヤス
オリヴィエ・アサヤス（Olivier Assayas、1955年1月25日 - ）は、フランス・パリ出身の映画監督・脚本家。オリヴィエ・アサイヤスとも表記される。

## 来歴・人物
フランス国立高等美術学校（École nationale supérieure des beaux-arts）卒。
1970年代から『カイエ・デュ・シネマ』で批評を執筆しながら短編映画も監督する。1985年には『無秩序』で長編映画デビューを果たす。アンドレ・テシネに詳しく、同年にカンヌ国際映画祭でテシネが監督賞を受賞した『ランデヴー』では脚本を執筆した。また、アメリカン・ホラー、あるいは香港映画をはじめとしたアジア映画にも造詣が深く、1997年に放送されたテレビ用ドキュメンタリー『HHH:侯孝賢』では侯孝賢へのインタビューを行った。
2010年には監督したテレビシリーズ『コードネーム:カルロス 戦慄のテロリスト』がヨーロッパのみならずサンダンス・チャンネルを通して全米でも放送され、ゴールデングローブ賞で作品賞（ミニシリーズ・テレビ映画部門）を受賞。本作の劇場版は第63回カンヌ国際映画祭で特別上映された。
2012年には『5月の後』でヴェネツィア国際映画祭脚本賞を受賞した。
2016年、クリステン・スチュワート主演映画『パーソナル・ショッパー』が第69回カンヌ国際映画祭のコンペティション部門に出品され、監督賞を受賞。自身にとっては5度目のコンペティション部門出品で、初のカンヌでの受賞となった。

## 私生活
自身の監督作である『イルマ・ヴェップ』（1996年）に出演したマギー・チャンと結婚、2001年に離婚。しかし、離婚後も自身の監督作『クリーン』 （2004年）で主演にマギー・チャンを起用するなど親交があり、同作で彼女は第57回カンヌ国際映画祭にて女優賞を受賞した。
2009年に映画監督・女優のミア・ハンセン＝ラヴと再婚。同年に娘が誕生する。

## 監督作品

### 長編
- 無秩序 Désordre （1986年） 特殊上映
- 冬の子供 L'enfant de l'hiver （1989年）特殊上映
- パリ・セヴェイユ Paris s'éveille （1991年）
- Une nouvelle vie （1993年）
- 冷たい水 L'eau froide （1994年）映画祭上映
- イルマ・ヴェップ Irma Vep （1996年）
- 8月の終わり、9月の初め Fin août, début septembre （1998年）特殊上映
- 感傷的な運命 Les Destinées Sentimentales （2000年）映画祭上映
- DEMONLOVER デーモンラヴァー Demonlover （2002年）
- クリーン Clean （2004年）
- レディ アサシン Boarding Gate （2007年）
- 夏時間の庭 L'heure d'été （2008年）
- コードネーム:カルロス 戦慄のテロリスト Carlos (2010年) ※テレビシリーズ
  - カルロス Carlos （2010年）上記のテレビシリーズを短縮し映画としたもの。
- 5月の後 Après mai （2012年）
- アクトレス〜女たちの舞台〜 Clouds of Sils Maria（2014年）
- パーソナル・ショッパー Personal Shopper (2016年)
- 冬時間のパリ Doubles Vies (2018年)
- WASP ネットワーク Wasp Network (2019年)

### 短編・ドキュメンタリー
- Copyright （1979年） 短編
- Rectangle - Deux chansons de Jacno （1980年） 短編
- Laissé inachevé à Tokyo （1982年） 短編
- Winston Tong en studio （1984年） 短編ドキュメンタリー
- 白いページ La page blanche （1994年） テレビシリーズ『Tous les garçons et les filles de leur âge...』の一話 (「冷たい水」のTV短縮版)
- HHH:侯孝賢 HHH: A portrait of Hou Hsiao-Hsien （1997年） TVドキュメンタリー・シリーズ「Cinéastes de notre temps」より
- Sans titre （1997年） 短編ドキュメンタリー
- デ・ザンファン・ルージュ地区 Quartier des Enfants Rouges （2006年） オムニバス『パリ、ジュテーム』の一篇
- NOISE（フランス語版） Noise （2006年） ドキュメンタリー
- 再燃 Recrudescence （2007年） オムニバス『それぞれのシネマ』の一篇
- Stockhausen/Preljocaj Dialogue （2007年） テレビドキュメンタリー
- Eldorado （2008年） アンジュラン・プレルジョカージュについてのテレビドキュメンタリー

## 脚本
- Scopitone （1978年） ロラン・ペラン監督
- Nuit féline （1979年） ジェラール・マルクス監督
- ランデヴー Rendez-vous （1985年） アンドレ・テシネ監督
- Passage secret （1985年） ロラン・ペラン監督
- ジュリア・ザ・レプリカント L'unique （1986年） ジェリーム・ディアマン・ベルジェール監督 ＊VHSリリース
- 夜を殺した女 Le lieu du crime （1986年） アンドレ・テシネ監督 ＊VHSリリース、2016年TV5MONDE放映
- Avril brisé （1987年） Liria Bégéja監督
- Filha da Mãe （1990年） ジョアン・カニジョ監督
- 溺れゆく女 Alice et Martin （1998年） アンドレ・テシネ監督
- 告白小説、その結末 D'après une histoire vraie （2017年） ロマン・ポランスキー監督

## 出演
- ヒッチコック/トリュフォー Hitchcock/Truffaut （2015年） - 本人 ※ドキュメンタリー作品

## 著書
- Une adolescence dans l'après-Mai : Lettre à Alice Debord（自伝）

『五月以降での思春期/アリス・ドゥボールへの手紙』
「五月」とは五月革命であり、1994年に自殺したギー・ドゥボールの娘に宛てた形式である。